# Gonypeta punctata punctata
Gonypeta punctata punctata es una subespecie de mantis de la familia Mantidae.

## Distribución geográfica
Se encuentra en Madras Malasia Sumatra y Java.